# 黃蔥
黄蔥（Allium × proliferum），也叫龍爪蔥、樓蔥、樓子蔥、龍角蔥、羊角蔥、天蔥，西方稱埃及樹蔥、走蔥。為雄火蔥與雌蔥雜交而成的雙倍體多年生草本植物。
其在莖頂不開花，而是生小鱗莖，這些小鱗莖未脫落就會繼續生長，足夠大時會垂下生根，成為新的克隆體。
小鱗莖一般為彈珠大小，直徑為5-30釐米不等。
在中國延邊等地以及俄羅斯、日本等國有零星種植。此物可用於烹飪，也可用於綠化。可適應熱帶條件。其烹飪用法接近洋蔥和大蔥，大部分味道較濃烈，但也有不辣偏甜的品種。球莖皮厚且辣，有的形狀长如薤，也有呈球形直徑最高5釐米的。春天時的地上部分可作青蔥食用。小鱗莖可作一般洋蔥使用，也可酸腌（類似於腌蒜）儲存。

## 圖片

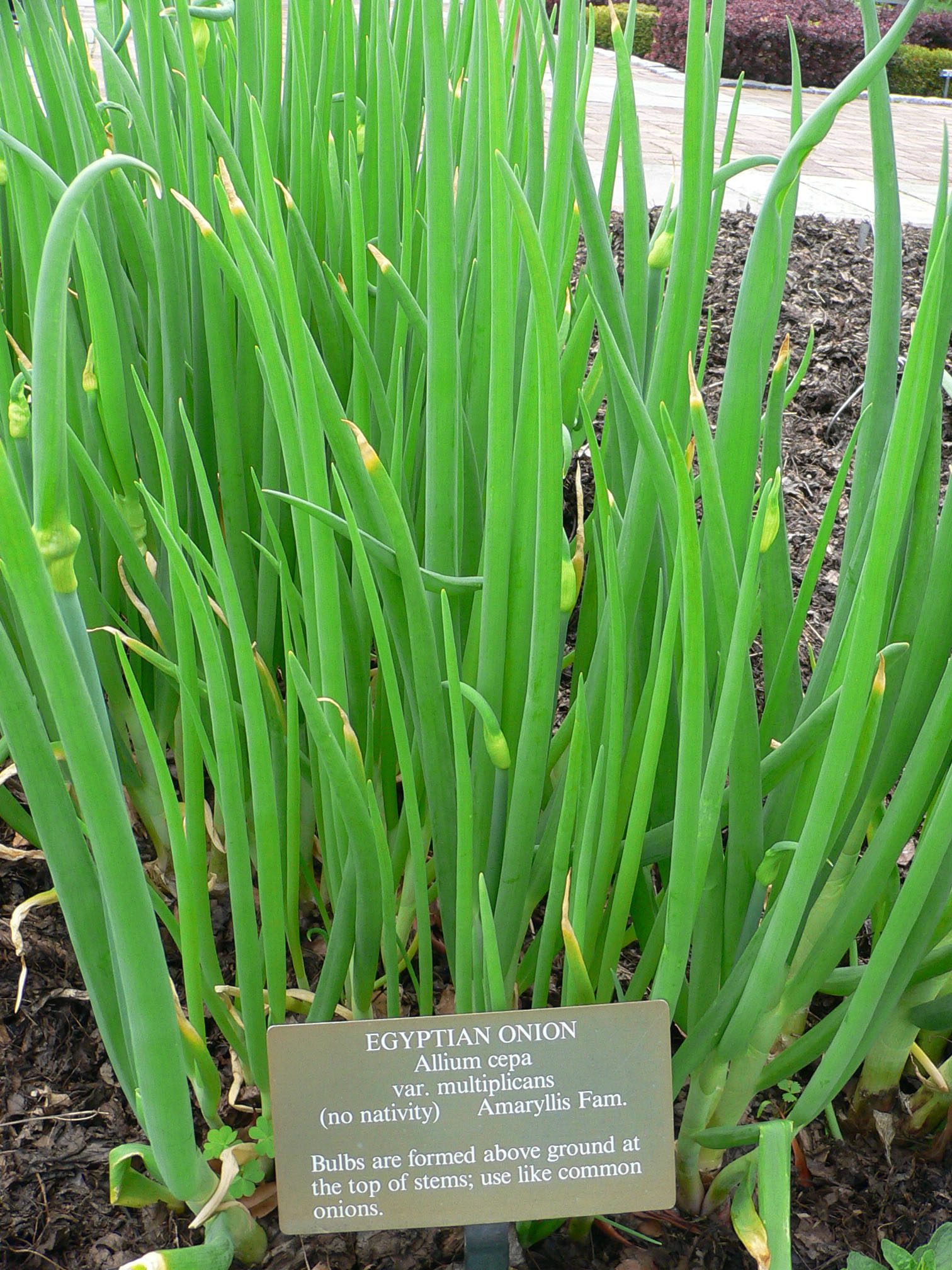
植物園內
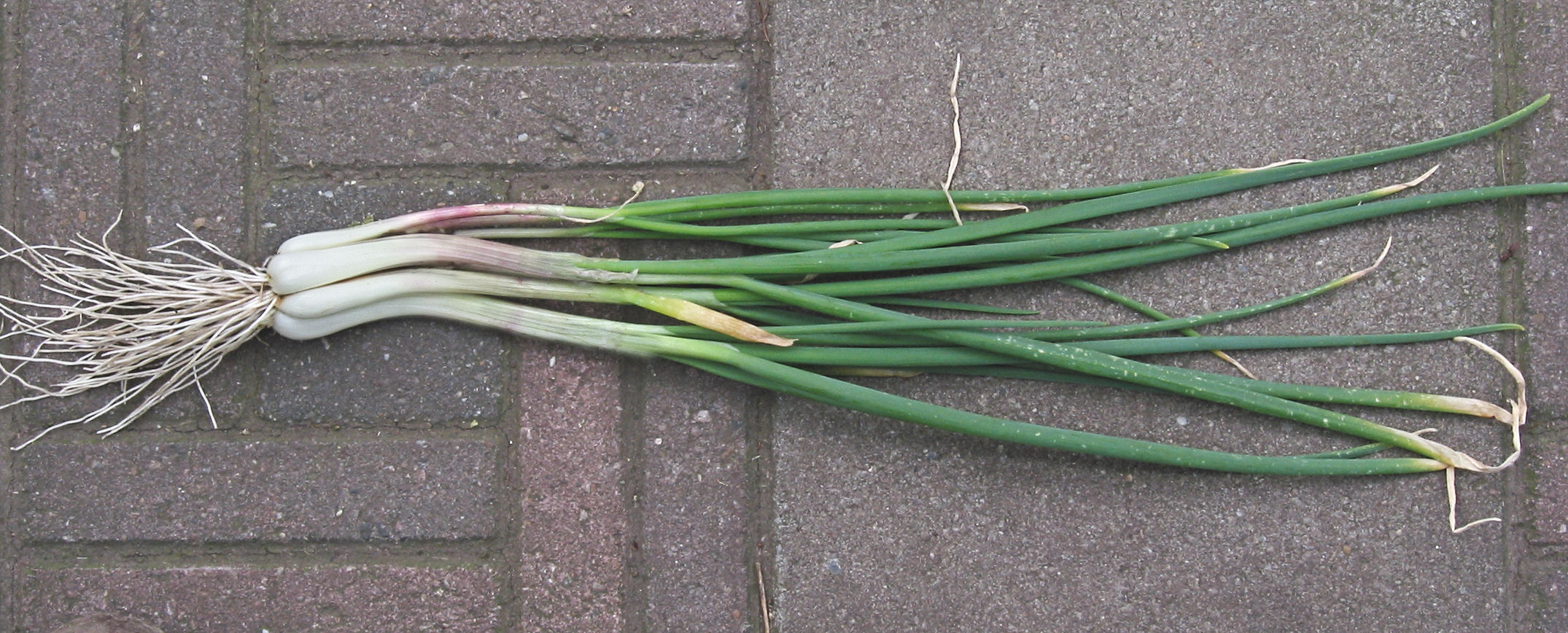
採摘後形式，未長小鱗莖時，形狀似蔥
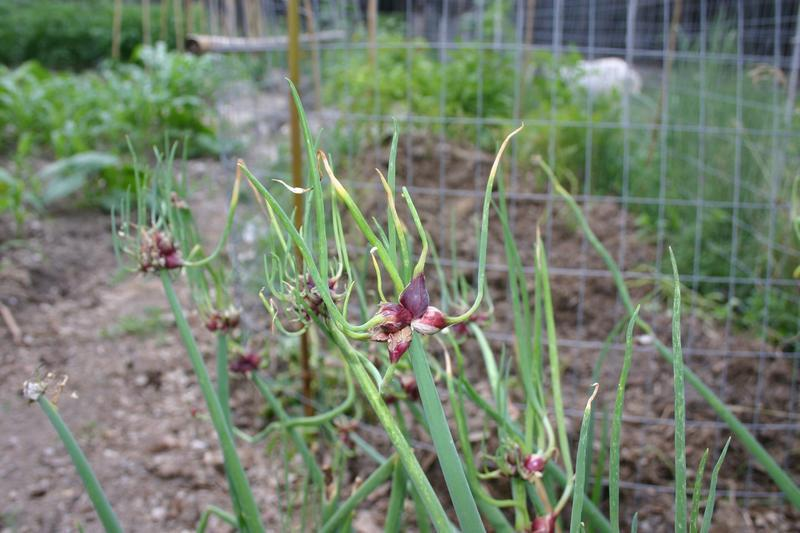
花園內
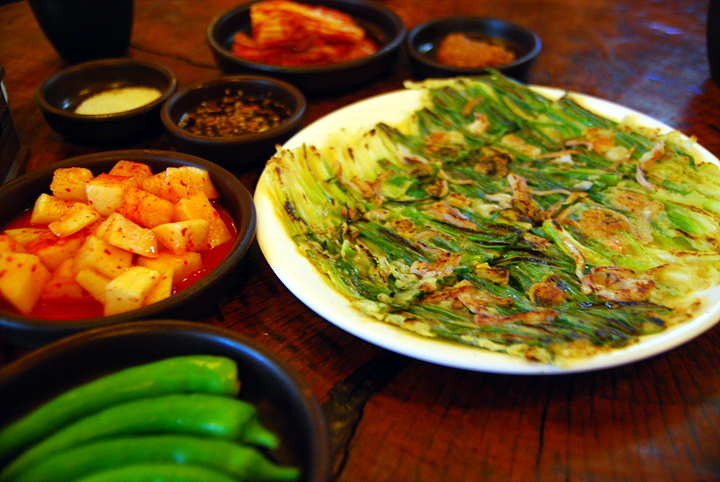
用於韓國海鮮煎餅
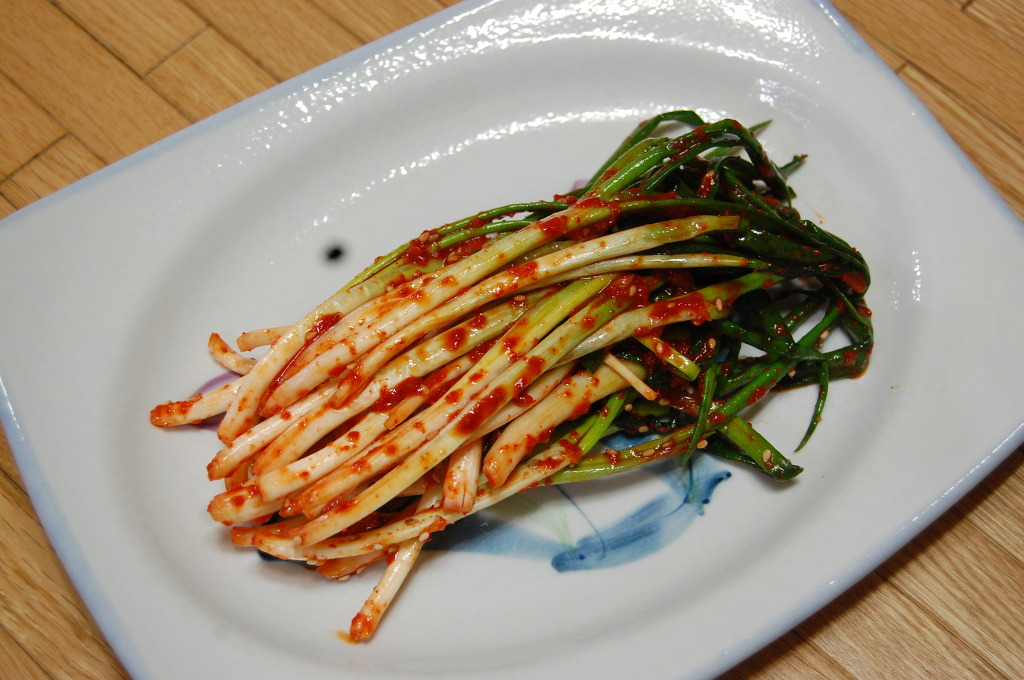
用於韓式蔥泡菜